# Idiocera (Idiocera) lackschewitzi
Idiocera (Idiocera) lackschewitzi is een tweevleugelige uit de familie steltmuggen (Limoniidae). De soort komt voor in het Palearctisch gebied.